# Бузята
Бузя́та — деревня в муниципальном округе Егорьевск Московской области России. 

## География
Деревня Бузята расположена в северо-западной части муниципального округа Егорьевск, примерно в 2 километрах к северо-западу от города Егорьевск. В 1 километре к востоку от деревни протекает река Гуслянка. Высота над уровнем моря 138 метров.

## Название
В письменных источниках деревня упоминается как Погранцево (1554 год), Покранцево (1627 год), Пограева, а Кириловская тож (1678 год), Пограева, а Кириловская и Бузякина тож (1705), Кириловская, Бузяты (1763 год), Бузяты, Бузята (1858 год).
Название Погранцево вероятно по расположению деревни на границе с соседней волостью. Современное наименование связано с некалендарным личным именем Буза и образовано с помощью суффикса -ята.

## История
До отмены крепостного права в России жители деревни относились к разряду государственных крестьян.
После 1861 года деревня вошла в состав Нечаевской волости Егорьевского уезда. Приход находился в городе Егорьевске.
В 1926 году деревня входила в Гавриловский сельсовет Егорьевской волости Егорьевского уезда.
До 1994 года Бузята входили в состав Ефремовского сельсовета Егорьевского района, а в 1994—2006 годы — Ефремовского сельского округа.
До 2015 года входила в состав городского поселения Егорьевск.
В 2015 году вошла в состав городского округа Егорьевск, образованного в том же году путем упразднения Егорьевского района и объединения всех его поселений в единый городской округ.

## Демография
В 1885 году в деревне проживало 215 человек, в 1905 году — 223 человек (101 мужчина, 122 женщины), в 1926 году — 194 человека (95 мужчин, 99 женщин). По переписи 2002 года — 38 человек (17 мужчин, 21 женщина). Население — 43 человек (2010).
| 1859 | 1868 | 1885 | 1905 | 1926 | 2002 | 2006 |
| ---- | ---- | ---- | ---- | ---- | ---- | ---- |
| 147  | ↗162 | ↗215 | ↗223 | ↘194 | ↘38  | →38  |
| 2010 |      |      |      |      |      |      |
| ↗43  |      |      |      |      |      |      |